# الن پومپئو
الن کاتلین پومپئو (به انگلیسی: Ellen Kathleen Pompeo) بازیگر آمریکایی و متولد ۱۰ نوامبر ۱۹۶۹ است.
وی بیشتر به خاطر حضور در سریال آناتومی گری مشهور است.او در سریال آناتومی گری ایفاگر نقش دکتر مردیت گری است.در سال ۲۰۱۱ او جایگاه نهمین نفر در لیست بازیگران زن پر درآمد را به دست اورد.(با درآمدی برابر با ۷ میلیون دلار)
زندگی
پامپئو در اورت ماساچوست به دنیا امد.پدر او جوزف، بازرگان بود.
الن در۹ نوامبر ۲۰۰۷ با تهیه‌کننده ی موسیقی به نام کریس لوری ازدواج کرد. شهردار نیویورک مایکل بلومبرگ شاهد قانوی این ازدواج بود.او در ۱۵ سپتامبر۲۰۰۹ صاحب دختری به نام استلا لونا شد.

## فیلم شناسی
- ۲۰۰۰:زن(همسر)احتمالی
- ۲۰۰۲:مسیر مهتابی،اگه می تونی من رو بگیر
- ۲۰۰۳:مدرسهٔ قدیمی،بی باک
- ۲۰۰۴:هیچ کس کامل نیست،تخریب هنر
- ۲۰۰۵:زندگی جشن
- ۲۰۱۳:دختران گوری